# 白面刺尾魚
白面刺尾魚又稱白面刺尾鯛，俗名頰面倒吊，為輻鰭魚綱鱸形目刺尾魚亞目刺尾魚科的其中一個種。首次由Linnaeus在1758年出版的第10版Systema Naturae中正式描述，模式產地為紅海，但實際上被認為是印度尼西亞。

## 分布
本魚分布於太平洋區，包括台灣、日本、中國南海、菲律賓、印尼、澳洲、新幾內亞、新喀里多尼亞、密克羅尼西亞、马里亚纳群岛、馬紹爾群島、帛琉、斐濟群島、索羅門群島、吉里巴斯、諾魯、東加、吐瓦魯、夏威夷群島、法屬玻里尼西亞、美屬薩摩亞、西薩摩亞、加拉巴哥群島、復活節島、墨西哥等海域。

## 深度
水深0至67公尺。

## 特徵
本魚體呈橢圓形而側扁。呈黑色，下頷有一白色環紋。頭小，頭背部輪廓不特別凸出。在眼下方有一略呈半月形大白斑。口小，端位，上下頜各具一列扁平齒，下頷上有8到28顆，齒固定不可動，齒緣具缺刻。沿背鰭與臀鰭的基部各有一黃色縱帶，越往後越寬。各奇鰭的外緣都有藍邊。尾鰭白色，在藍帶的內側有一黃帶與之並行。尾柄棘為橘黃色。背鰭硬棘9枚、背鰭軟條28至31枚、臀鰭硬棘3枚、臀鰭軟條26至28枚。體長可達17cm。

## 生態
本魚棲息於清澈礁湖底質較硬的地區或向海斜坡上。具領域性，以絲狀海藻為食。

## 經濟利用
體色鮮明，適合作觀賞魚。可食用，切片鹽燒，再加檸檬汁，味道佳。